# 查干屯格乡
查干屯格乡，是中华人民共和国新疆维吾尔自治区博尔塔拉蒙古自治州温泉县下辖的一个乡镇级行政单位。

## 行政区划
查干屯格乡下辖以下地区：
孟克图布呼村、乌兰洪夏尔村、查干屯格村、塔斯尔哈村、查干苏木村、莫托停村、厄日格特布呼村、苏木浩特浩尔村、闹汉浩秀村、吐日根村、库斯台村和米里其格村。